# パソコン創世「第3の神話」
『パソコン創世「第3の神話」』 (原題What the Dormouse Said: How the Sixties Counterculture Shaped the Personal Computer Industry) は、ジョン・マルコフによる2005年の著書である。本書は、第二次世界大戦時代の防衛研究団体から初期の協同組合と、1960年代のカウンターカルチャーにおける幻覚剤の使用において、協調的に駆動されたイデオロギーを密接に結ぶパーソナル・コンピューターの歴史の詳細である。本書は2007年には日本語に訳された。
本書は、ヴァネヴァー・ブッシュによる1945年の文書「考えてみるに」におけるMemex（メメックス）というコンピュータの構想の詳細から始まる。そして、ダグラス・エンゲルバート、パロアルト研究所、Apple、Microsoft Windowsなど、今日においてコンピューターのイデオロギーとテクノロジーを形作った組織や人々に触れていく。
1950年後半と1960年代の対抗文化と、コンピューター産業の進展との間には直接的な関係があると主張する（例としてカリフォルニア州のメンローパークのケプラー書店）。また本書は、コンピューターの考え方における商業および無償との間の、早期の分断を論じている。
書名の原題のWhat the Dormouse Saidは、ジェファーソン・エアプレインによる1967年の曲「ホワイト・ラビット」の終わりにある "Remember what the dormouse said: feed your head."を参照している。これはルイス・キャロルの『不思議の国のアリス』への言及である。

## 著作
- ジョン・マルコフ 著、服部桂 訳『パソコン創世「第3の神話」―カウンターカルチャーが育んだ夢』NTT出版、2007年（原著2005年）。ISBN 978-4-7571-0195-1。